# جون بالارد
جون بالارد (بالإنجليزية: John Ballard؛ بالسويدية: John Ballard) هو كاتب أغاني ومنتج أسطوانات ومغني سويدي وبريطاني، ولد في 14 أبريل 1951.

## وصلات خارجية
- جون بالارد على موقع ميوزك برينز (الإنجليزية)